# Черрі-Крік (селище, Нью-Йорк)
Черрі-Крік (англ. Cherry Creek) — селище (англ. village) в США, в окрузі Чотоква штату Нью-Йорк. Населення — 409 осіб (2020).

## Географія
Черрі-Крік розташоване за координатами 42°17′45″ пн. ш. 79°6′3″ зх. д. / 42.29583° пн. ш. 79.10083° зх. д. (42.295845, -79.100858).  За даними Бюро перепису населення США в 2010 році селище мало площу 3,53 км², уся площа — суходіл.

## Демографія
Згідно з переписом 2010 року, у селищі мешкала 461 особа в 176 домогосподарствах у складі 126 родин. Густота населення становила 131 особа/км².  Було 229 помешкань (65/км²).
Расовий склад населення:
| - 98,3 % — білих - 0,4 % — азіатів - 0,2 % — чорних або афроамериканців |

До двох чи більше рас належало 0,7 %. Частка іспаномовних становила 2,6 % від усіх жителів.
За віковим діапазоном населення розподілялося таким чином: 25,8 % — особи молодші 18 років, 60,5 % — особи у віці 18—64 років, 13,7 % — особи у віці 65 років та старші. Медіана віку мешканця становила 39,3 року. На 100 осіб жіночої статі у селищі припадало 97,9 чоловіків;  на 100 жінок у віці від 18 років та старших — 92,1 чоловіків також старших 18 років.
Середній дохід на одне домашнє господарство  становив 51 806 доларів США (медіана — 40 000), а середній дохід на одну сім'ю — 62 162 долари (медіана — 54 063). Медіана доходів становила 47 500 доларів для чоловіків та 41 250 доларів для жінок. За межею бідності перебувало 17,7 % осіб, у тому числі 30,3 % дітей у віці до 18 років та 10,1 % осіб у віці 65 років та старших.
Цивільне працевлаштоване населення становило 186 осіб. Основні галузі зайнятості: освіта, охорона здоров'я та соціальна допомога — 30,6 %, виробництво — 15,6 %, науковці, спеціалісти, менеджери — 11,8 %.